# Katna
Katna és un riu de Bihar al districte de Bhagalpur, Índia. Es forma per la unió de les aigües del Talaba, Parwan i Loran, que reunides formen un riu considerable, navegable per bots de 15 tones i després d'un curs d'uns 20 km desaigua al Tiljuga a 25° 34′ N, 86° 46′ E / 25.567°N,86.767°E